# Пожаране
Пожаране (мак. Пожаране, алб. Pozharan) — село в общині Врапчиште, Північна Македонія.

## Демографія
За даними перепису населення 2002 року у селі проживали 26 осіб. До етнічних груп села належать:
- Македонці 22
- Албанці 4